# Meghan Trainor/Diskografie
Diese Diskografie ist eine Übersicht über die musikalischen Werke der Popsängerin Meghan Trainor. Den Quellenangaben und Schallplattenauszeichnungen zufolge verkaufte sie bisher mehr als 65,2 Millionen Tonträger, davon alleine in ihrer Heimat über 38,1 Millionen. Ihre erfolgreichste Veröffentlichung ist die Single All About That Bass mit über 15,8 Millionen verkauften Einheiten.

## Alben

### Studioalben
| Jahr | Titel Musiklabel                   | Höchstplatzierung, Gesamtwochen, AuszeichnungChartplatzierungen (Jahr, Titel, Musiklabel, Platzierungen, Wochen, Auszeichnungen, Anmerkungen) | Höchstplatzierung, Gesamtwochen, AuszeichnungChartplatzierungen (Jahr, Titel, Musiklabel, Platzierungen, Wochen, Auszeichnungen, Anmerkungen) | Höchstplatzierung, Gesamtwochen, AuszeichnungChartplatzierungen (Jahr, Titel, Musiklabel, Platzierungen, Wochen, Auszeichnungen, Anmerkungen) | Höchstplatzierung, Gesamtwochen, AuszeichnungChartplatzierungen (Jahr, Titel, Musiklabel, Platzierungen, Wochen, Auszeichnungen, Anmerkungen) | Höchstplatzierung, Gesamtwochen, AuszeichnungChartplatzierungen (Jahr, Titel, Musiklabel, Platzierungen, Wochen, Auszeichnungen, Anmerkungen) | Anmerkungen                                                |
| Jahr | Titel Musiklabel                   | DE | AT | CH | UK | US | Anmerkungen                                                |
| ---- | ---------------------------------- | --- | --- | --- | --- | --- | ---------------------------------------------------------- |
| 2009 | Meghan Trainor Selbstverlag        | — | — | — | — | — | Erstveröffentlichung: 25. Dezember 2009                    |
| 2011 | I’ll Sing with You Selbstverlag    | — | — | — | — | — | Erstveröffentlichung: 31. Januar 2011                      |
| 2011 | Only 17 Selbstverlag               | — | — | — | — | — | Erstveröffentlichung: 14. September 2011                   |
| 2015 | Title Epic Records (Sony)          | DE14 Gold · (34 Wo.)DE | AT13 (21 Wo.)AT | CH2 (22 Wo.)CH | UK1 Platin · (59 Wo.)UK | US1 ×3Dreifachplatin · (107 Wo.)US | Erstveröffentlichung: 9. Januar 2015 Verkäufe: + 4.225.000 |
| 2016 | Thank You Epic Records (Sony)      | DE25 (4 Wo.)DE | AT20 (2 Wo.)AT | CH16 (4 Wo.)CH | UK5 Silber · (9 Wo.)UK | US3 Platin · (47 Wo.)US | Erstveröffentlichung: 13. Mai 2016 Verkäufe: + 1.230.000   |
| 2020 | Treat Myself Epic Records (Sony)   | DE99 (1 Wo.)DE | AT67 (1 Wo.)AT | CH28 (1 Wo.)CH | UK41 (1 Wo.)UK | US25 (3 Wo.)US | Erstveröffentlichung: 31. Januar 2020                      |
| 2022 | Takin’ It Back Epic Records (Sony) | — | — | CH98 (1 Wo.)CH | UK67 (1 Wo.)UK | US16 (20 Wo.)US | Erstveröffentlichung: 21. Oktober 2022 Verkäufe: + 37.500  |
| 2024 | Timeless Epic Records (Sony)       | — | AT55 (1 Wo.)AT | CH97 (1 Wo.)CH | UK12 (2 Wo.)UK | US27 (2 Wo.)US | Erstveröffentlichung: 7. Juni 2024                         |

### EPs
| Jahr | Titel Musiklabel                     | Höchstplatzierung, Gesamtwochen, AuszeichnungChartplatzierungen (Jahr, Titel, Musiklabel, Platzierungen, Wochen, Auszeichnungen, Anmerkungen) | Höchstplatzierung, Gesamtwochen, AuszeichnungChartplatzierungen (Jahr, Titel, Musiklabel, Platzierungen, Wochen, Auszeichnungen, Anmerkungen) | Höchstplatzierung, Gesamtwochen, AuszeichnungChartplatzierungen (Jahr, Titel, Musiklabel, Platzierungen, Wochen, Auszeichnungen, Anmerkungen) | Höchstplatzierung, Gesamtwochen, AuszeichnungChartplatzierungen (Jahr, Titel, Musiklabel, Platzierungen, Wochen, Auszeichnungen, Anmerkungen) | Höchstplatzierung, Gesamtwochen, AuszeichnungChartplatzierungen (Jahr, Titel, Musiklabel, Platzierungen, Wochen, Auszeichnungen, Anmerkungen) | Anmerkungen                                                 |
| Jahr | Titel Musiklabel                     | DE | AT | CH | UK | US | Anmerkungen                                                 |
| ---- | ------------------------------------ | --- | --- | --- | --- | --- | ----------------------------------------------------------- |
| 2014 | Title Epic Records (Sony)            | — | — | — | — | US15 (18 Wo.)US | Erstveröffentlichung: 9. September 2014 Verkäufe: + 171.000 |
| 2015 | Spotify Sessions Epic Records (Sony) | — | — | — | — | — | Erstveröffentlichung: 6. März 2015                          |
| 2018 | Spotify Singles Epic Records (Sony)  | — | — | — | — | — | Erstveröffentlichung: 22. August 2018                       |
| 2019 | The Love Train Epic Records (Sony)   | — | — | — | — | — | Erstveröffentlichung: 8. Februar 2019                       |

### Weihnachtsalben
| Jahr | Titel Musiklabel                             | Höchstplatzierung, Gesamtwochen, AuszeichnungChartplatzierungen (Jahr, Titel, Musiklabel, Platzierungen, Wochen, Auszeichnungen, Anmerkungen) | Höchstplatzierung, Gesamtwochen, AuszeichnungChartplatzierungen (Jahr, Titel, Musiklabel, Platzierungen, Wochen, Auszeichnungen, Anmerkungen) | Höchstplatzierung, Gesamtwochen, AuszeichnungChartplatzierungen (Jahr, Titel, Musiklabel, Platzierungen, Wochen, Auszeichnungen, Anmerkungen) | Höchstplatzierung, Gesamtwochen, AuszeichnungChartplatzierungen (Jahr, Titel, Musiklabel, Platzierungen, Wochen, Auszeichnungen, Anmerkungen) | Höchstplatzierung, Gesamtwochen, AuszeichnungChartplatzierungen (Jahr, Titel, Musiklabel, Platzierungen, Wochen, Auszeichnungen, Anmerkungen) | Anmerkungen                                                   |
| Jahr | Titel Musiklabel                             | DE | AT | CH | UK | US | Anmerkungen                                                   |
| ---- | -------------------------------------------- | --- | --- | --- | --- | --- | ------------------------------------------------------------- |
| 2020 | A Very Trainor Christmas Epic Records (Sony) | DE44 (2 Wo.)DE | — | — | — | US89 (13 Wo.)US | Erstveröffentlichung: 30. Oktober 2020 Charteinstieg DE: 2023 |

## Singles

### Als Leadmusikerin
| Jahr | Titel Album                                                         | Höchstplatzierung, Gesamtwochen, AuszeichnungChartplatzierungen (Jahr, Titel, Album, Platzierungen, Wochen, Auszeichnungen, Anmerkungen) | Höchstplatzierung, Gesamtwochen, AuszeichnungChartplatzierungen (Jahr, Titel, Album, Platzierungen, Wochen, Auszeichnungen, Anmerkungen) | Höchstplatzierung, Gesamtwochen, AuszeichnungChartplatzierungen (Jahr, Titel, Album, Platzierungen, Wochen, Auszeichnungen, Anmerkungen) | Höchstplatzierung, Gesamtwochen, AuszeichnungChartplatzierungen (Jahr, Titel, Album, Platzierungen, Wochen, Auszeichnungen, Anmerkungen) | Höchstplatzierung, Gesamtwochen, AuszeichnungChartplatzierungen (Jahr, Titel, Album, Platzierungen, Wochen, Auszeichnungen, Anmerkungen) | Anmerkungen                                                                                          |
| Jahr | Titel Album                                                         | DE | AT | CH | UK | US | Anmerkungen                                                                                          |
| --- | ------------------------------------------------------------------- | --- | --- | --- | --- | --- | --- |
| 2014 | All About That Bass Title                                           | DE1 ×3Dreifachgold · (39 Wo.)DE | AT1 Gold · (37 Wo.)AT | CH1 Platin · (39 Wo.)CH | UK1 ×3Dreifachplatin · (46 Wo.)UK | US1 Diamant · (47 Wo.)US | Erstveröffentlichung: 30. Juni 2014 Verkäufe: + 15.834.900                                           |
| 2014 | Lips Are Movin Title                                                | DE10 Gold · (24 Wo.)DE | AT6 (20 Wo.)AT | CH18 (18 Wo.)CH | UK2 Platin · (24 Wo.)UK | US4 ×4Vierfachplatin · (29 Wo.)US | Erstveröffentlichung: 21. Oktober 2014 Verkäufe: + 5.915.000                                         |
| 2015 | Dear Future Husband Title                                           | DE37 Gold · (20 Wo.)DE | AT14 (25 Wo.)AT | CH57 (9 Wo.)CH | UK20 Platin · (24 Wo.)UK | US14 ×3Dreifachplatin · (24 Wo.)US | Erstveröffentlichung: 17. März 2015 Verkäufe: + 4.810.000                                            |
| 2015 | Like I’m Gonna Lose You Title                                       | — | — | CH69 (2 Wo.)CH | UK99 Platin · (1 Wo.)UK | US8 ×4Vierfachplatin · (39 Wo.)US | Erstveröffentlichung: 23. Juni 2015 Verkäufe: + 6.435.000; feat. John Legend                         |
| 2016 | Better When I’m Dancin’ The Peanuts (O.S.T.)                        | — | — | — | UK— GoldUK | US— PlatinUS | Promoveröffentlichung: 13. Oktober 2015 Erstveröffentlichung: 19. Februar 2016 Verkäufe: + 1.895.000 |
| 2016 | NO Thank You                                                        | DE12 Gold · (18 Wo.)DE | AT7 (16 Wo.)AT | CH28 (13 Wo.)CH | UK11 Platin · (16 Wo.)UK | US3 ×2Doppelplatin · (20 Wo.)US | Erstveröffentlichung: 4. März 2016 Verkäufe: + 4.012.500                                             |
| 2016 | Me Too Thank You                                                    | DE62 Gold · (13 Wo.)DE | AT60 (4 Wo.)AT | — | UK84 Gold · (4 Wo.)UK | US13 ×3Dreifachplatin · (20 Wo.)US | Erstveröffentlichung: 5. Mai 2016 Verkäufe: + 5.005.000                                              |
| 2016 | Better Thank You                                                    | — | — | — | — | — | Erstveröffentlichung: 29. August 2016 feat. Yo Gotti                                                 |
| 2017 | I’m a Lady Die Schlümpfe – Das verlorene Dorf (O.S.T.)              | — | — | — | — | — | Erstveröffentlichung: 24. Februar 2017 Verkäufe: + 35.000                                            |
| 2018 | No Excuses Treat Myself                                             | — | — | CH73 (1 Wo.)CH | UK70 Silber · (6 Wo.)UK | US46 Platin · (12 Wo.)US | Erstveröffentlichung: 1. März 2018 Verkäufe: + 1.370.000                                             |
| 2018 | Let You Be Right –                                                  | — | — | — | — | — | Erstveröffentlichung: 10. Mai 2018                                                                   |
| 2018 | Can’t Dance –                                                       | — | — | — | — | — | Erstveröffentlichung: 11. Mai 2018                                                                   |
| 2018 | Hey DJ (Remix) –                                                    | — | — | CH95 (1 Wo.)CH | — | — | Erstveröffentlichung: 8. November 2018 Verkäufe: + 285.000; mit CNCO & Sean Paul                     |
| 2019 | All the Ways The Love Train                                         | — | — | — | — | — | Erstveröffentlichung: 11. Februar 2019                                                               |
| 2019 | With You –                                                          | — | — | — | — | — | Erstveröffentlichung: 14. Juni 2019 mit Kaskade                                                      |
| 2019 | Wave Treat Myself                                                   | — | — | — | — | — | Erstveröffentlichung: 27. September 2019 feat. Mike Sabath                                           |
| 2020 | Nice to Meet Ya Treat Myself                                        | — | — | — | UK88 (1 Wo.)UK | US89 (1 Wo.)US | Erstveröffentlichung: 31. Januar 2020 feat. Nicki Minaj                                              |
| 2020 | Make You Dance Treat Myself                                         | — | — | — | — | — | Erstveröffentlichung: 10. Juli 2020                                                                  |
| 2020 | My Kind of Present A Very Trainor Christmas                         | — | — | — | — | — | Erstveröffentlichung: 6. Oktober 2020                                                                |
| 2020 | Last Christmas A Very Trainor Christmas                             | — | — | — | — | — | Erstveröffentlichung: 6. Oktober 2020 Original: Wham!                                                |
| 2021 | Rockin’ Around the Christmas Tree A Very Trainor Christmas (Deluxe) | — | — | — | — | — | Erstveröffentlichung: 15. Oktober 2021 Original: Brenda Lee                                          |
| 2022 | Bad for Me Takin’ It Back                                           | — | — | — | — | — | Erstveröffentlichung: 24. Juni 2022 feat. Teddy Swims                                                |
| 2022 | Made You Look Takin’ It Back                                        | DE26 (22 Wo.)DE | AT16 Platin · (26 Wo.)AT | CH19 Platin · (24 Wo.)CH | UK2 Gold · (30 Wo.)UK | US11 (21 Wo.)US | Erstveröffentlichung: 21. Oktober 2022 Verkäufe: + 1.903.000                                         |
| 2023 | Mother Takin’ It Back (Deluxe)                                      | — | — | — | UK22 Silber · (9 Wo.)UK | — | Erstveröffentlichung: 10. März 2023 Verkäufe: + 240.000                                              |
| 2023 | Jingle Bells –                                                      | — | — | — | UK48 (4 Wo.)UK | US78 (4 Wo.)US | Erstveröffentlichung: 7. November 2023                                                               |
| 2024 | Been Like This Timeless                                             | — | — | — | UK40 (8 Wo.)UK | — | Erstveröffentlichung: 15. März 2024 feat. T-Pain                                                     |
| 2024 | To the Moon Timeless                                                | — | — | — | — | — | Erstveröffentlichung: 3. Mai 2024                                                                    |
| 2024 | Whoops Timeless                                                     | — | — | — | UK94 (2 Wo.)UK | — | Erstveröffentlichung: 24. Juni 2024                                                                  |
| 2024 | Criminals Timeless                                                  | — | — | — | — | US100 (1 Wo.)US | Erstveröffentlichung: 20. September 2024                                                             |
| Folgende Lieder erschienen nicht als Single, wurden aber durch das Album zum Download und Streaming bereitgestellt und konnten somit eine Platzierung erlangen: |                                                                     | | | | | | |
| |                                                                     | | | | | | |
| 2015 | Title                                                               | — | — | — | — | US100 Gold · (1 Wo.)US | Charteinstieg: 10. Januar 2015 Verkäufe: + 625.000                                                   |
| 2017 | I’ll Be Home I’ll Be Home for Christmas                             | DE31 Gold · (27 Wo.)DE | AT35 (21 Wo.)AT | CH41 (12 Wo.)CH | UK70 Silber · (5 Wo.)UK | — | Charteinstieg: 29. Dezember 2017 Verkäufe: + 565.000                                                 |
| 2024 | I Wanna Thank Me Timeless                                           | — | — | — | UK86 (1 Wo.)UK | — | Charteinstieg: 27. Juni 2024 feat. Niecy Nash                                                        |

### Als Gastmusikerin
| Jahr | Titel Album                                | Höchstplatzierung, Gesamtwochen, AuszeichnungChartplatzierungen (Jahr, Titel, Album, Platzierungen, Wochen, Auszeichnungen, Anmerkungen) | Höchstplatzierung, Gesamtwochen, AuszeichnungChartplatzierungen (Jahr, Titel, Album, Platzierungen, Wochen, Auszeichnungen, Anmerkungen) | Höchstplatzierung, Gesamtwochen, AuszeichnungChartplatzierungen (Jahr, Titel, Album, Platzierungen, Wochen, Auszeichnungen, Anmerkungen) | Höchstplatzierung, Gesamtwochen, AuszeichnungChartplatzierungen (Jahr, Titel, Album, Platzierungen, Wochen, Auszeichnungen, Anmerkungen) | Höchstplatzierung, Gesamtwochen, AuszeichnungChartplatzierungen (Jahr, Titel, Album, Platzierungen, Wochen, Auszeichnungen, Anmerkungen) | Anmerkungen |
| Jahr | Titel Album                                | DE | AT | CH | UK | US | Anmerkungen |
| --- | ------------------------------------------ | --- | --- | --- | --- | --- | --- |
| 2015 | Marvin Gaye Nine Track Mind                | DE15 Platin · (34 Wo.)DE | AT3 Gold · (32 Wo.)AT | CH2 Platin · (35 Wo.)CH | UK1 ×2Doppelplatin · (33 Wo.)UK | US21 ×4Vierfachplatin · (20 Wo.)US | Erstveröffentlichung: 10. Februar 2015 Verkäufe: + 6.761.900; Charlie Puth feat. Meghan Trainor                      |
| 2015 | Boys Like You –                            | — | — | — | — | — | Erstveröffentlichung: 23. November 2015 Verkäufe: + 7.500; Who Is Fancy feat. Meghan Trainor & Ariana Grande         |
| 2016 | Hands –                                    | — | — | — | — | — | Erstveröffentlichung: 6. Juli 2016 mit Artists for Orlando                                                           |
| 2018 | More Than Friends Know.                    | — | — | — | — | — | Erstveröffentlichung: 26. Juli 2018 Jason Mraz feat. Meghan Trainor                                                  |
| 2018 | Just Got Paid Brighter Days                | — | — | — | UK11 Platin · (19 Wo.)UK | — | Erstveröffentlichung: 7. September 2018 Verkäufe: + 760.000; Sigala feat. Ella Eyre, Meghan Trainor & French Montana |
| 2023 | Hands On Me Nu King                        | — | — | — | — | — | Erstveröffentlichung: 13. Oktober 2023 Jason Derulo feat. Meghan Trainor                                             |
| Folgende Lieder erschienen nicht als Single, wurden aber durch das Album zum Download und Streaming bereitgestellt und konnten somit eine Platzierung erlangen: |                                            | | | | | | |
| |                                            | | | | | | |
| 2018 | Baby, It’s Cold Outside Glow               | — | — | CH53 (6 Wo.)CH | UK51 Silber · (4 Wo.)UK | — | Charteinstieg: 30. Dezember 2018 Verkäufe: + 200.000; Brett Eldredge feat. Meghan Trainor                            |
| 2022 | Kid On Christmas Holidays Around the World | — | — | — | — | US93 (2 Wo.)US | Charteinstieg: 31. Dezember 2022 Pentatonix feat. Meghan Trainor                                                     |

## Musikvideos
| Jahr | Titel                   | Regie               | Länge |
| ---- | ----------------------- | ------------------- | ----- |
| 2014 | All About That Bass     | Fatima Robinson     | 3:10  |
| 2014 | Lips Are Movin          | Philip Andelman     | 3:05  |
| 2015 | Dear Future Husband     | Fatima Robinson     | 3:21  |
| 2015 | Marvin Gaye             | Marc Klasfeld       | 3:28  |
| 2015 | Like I’m Gonna Lose You | Constellation Jones | 3:48  |
| 2015 | Better When I’m Dancin’ | Philip Andelman     | 2:57  |
| 2015 | Title                   | Anthony Phan        | 2:56  |
| 2016 | NO                      | Fatima Robinson     | 3:43  |
| 2016 | Me Too                  | Hannah Lux Davis    | 3:03  |
| 2016 | Better                  | Tim Mattia          | 5:58  |
| 2017 | I’m a Lady              | Hannah Lux Davis    | 2:44  |
| 2018 | No Excuses              | Colin Tilley        | 2:36  |
| 2018 | Let You Be Right        | Colin Tilley        | 2:59  |
| 2018 | More Than Friends       | Darren Doane        | 3:01  |
| 2018 | Just Got Paid           | Dano Cerny          | 3:40  |
| 2019 | Foolish                 | Ryan Trainor        | 3:19  |
| 2019 | Marry Me                | Toon53 Productions  | 3:37  |
| 2019 | With You                | Spaced Visuals      | 3:02  |
| 2019 | Wave                    | Mathew Cullen       | 2:56  |

## Promoveröffentlichungen
| Jahr | Titel Album                                             | Anmerkungen                                                                  |
| ---- | ------------------------------------------------------- | ---------------------------------------------------------------------------- |
| 2010 | Take Care of Our Soldiers I’ll Sing with You            | Erstveröffentlichung: 16. April 2010                                         |
| 2012 | Who I Wanna Be –                                        | Erstveröffentlichung: 24. April 2012                                         |
| 2016 | Watch Me Do Thank You                                   | Erstveröffentlichung: 25. März 2016                                          |
| 2016 | I Love Me Thank You                                     | Erstveröffentlichung: 15. April 2016 feat. LunchMoney Lewis                  |
| 2016 | Mom Thank You                                           | Erstveröffentlichung: 29. April feat. Kelli Trainor                          |
| 2018 | Treat Myself                                            | Erstveröffentlichung: 20. Juli 2018                                          |
| 2019 | Badass Woman Glam Girls – Hinreißend verdorben (O.S.T.) | Erstveröffentlichung: 10. Mai 2019                                           |
| 2019 | Hurt Me –                                               | Erstveröffentlichung: 25. Juni 2019                                          |
| 2019 | Run Like the River Playmobil: The Movie (O.S.T.)        | Erstveröffentlichung: 26. Juli 2019                                          |
| 2019 | Genetics Treat Myself                                   | Erstveröffentlichung: 13. September 2019                                     |
| 2019 | I’ll Be There for You –                                 | Erstveröffentlichung: 22. September 2019                                     |
| 2019 | Workin’ On It Treat Myself                              | Erstveröffentlichung: 6. November 2019 feat. Lennon Stella & Sasha Sloan     |
| 2019 | Evil Twin Treat Myself                                  | Erstveröffentlichung: 13. Dezember 2019                                      |
| 2020 | Blink Treat Myself                                      | Erstveröffentlichung: 17. Januar 2020                                        |
| 2022 | Don’t I Make It Look Easy Takin’ It Back                | Erstveröffentlichung: 9. September 2022                                      |
| 2022 | Mama Wanna Mambo Takin’ It Back                         | Erstveröffentlichung: 19. Oktober 2022 feat. Arturo Sandoval & Natti Natasha |

## Sonderveröffentlichungen

### Gastbeiträge
| Jahr | Titel Album                       | Anmerkungen                                                                            |
| ---- | --------------------------------- | -------------------------------------------------------------------------------------- |
| 2015 | Brave Honest Beautiful Reflection | Erstveröffentlichung: 30. Januar 2015 Fifth Harmony feat. Meghan Trainor               |
| 2015 | Painkiller Everything Is 4        | Erstveröffentlichung: 29. Mai 2015 Jason Derulo feat. Meghan Trainor                   |
| 2016 | Forgive Me Father Major Key       | Erstveröffentlichung: 29. Juli 2016 DJ Khaled feat. Meghan Trainor, Wiz Khalifa & Wale |
| 2016 | Someday Nobody but Me             | Erstveröffentlichung: 21. Oktober 2016 Michael Bublé feat. Meghan Trainor              |

### Soundtrackbeiträge
| Jahr | Titel Album                                      | Anmerkungen                            |
| ---- | ------------------------------------------------ | -------------------------------------- |
| 2015 | Good to Be Alive The Peanuts (O.S.T.)            | Erstveröffentlichung: 23. Oktober 2015 |
| 2019 | Run Like the River Playmobil: The Movie (O.S.T.) | Erstveröffentlichung: 26. Juli 2019    |

## Statistik

### Chartauswertung
|                     | DE    | AT    | CH    | UK    | US    |
| ------------------- | ----- | ----- | ----- | ----- | ----- |
| Nummer-eins-Alben   | DE—DE | AT—AT | CH—CH | UK1UK | US1US |
| Top-10-Alben        | DE—DE | AT—AT | CH1CH | UK2UK | US2US |
| Alben in den Charts | DE4DE | AT3AT | CH5CH | UK5UK | US6US |

|                       | DE    | AT    | CH     | UK     | US     |
| --------------------- | ----- | ----- | ------ | ------ | ------ |
| Nummer-eins-Singles   | DE1DE | AT1AT | CH1CH  | UK2UK  | US1US  |
| Top-10-Singles        | DE2DE | AT4AT | CH2CH  | UK4UK  | US4US  |
| Singles in den Charts | DE8DE | AT8AT | CH11CH | UK17UK | US14US |

### Auszeichnungen für Musikverkäufe
| Land/RegionAuszeichnungen für Musikverkäufe (Land/Region, Auszeichnungen, Verkäufe, Quellen) | Silber     | Gold       | Platin         | Diamant     | Verkäufe   | Quellen              |
| -------------------------------------------------------------------------------------------- | ---------- | ---------- | -------------- | ----------- | ---------- | -------------------- |
| Australien (ARIA)                                                                            | —          | 4× Gold4   | 56× Platin56   | —           | 4.060.000  | aria.com.au          |
| Belgien (BRMA)                                                                               | —          | 3× Gold3   | Platin1        | —           | 80.000     | ultratop.be          |
| Brasilien (PMB)                                                                              | —          | 5× Gold5   | 10× Platin10   | 6× Diamant6 | 2.070.000  | pro-musicabr.org.br  |
| Dänemark (IFPI)                                                                              | —          | 6× Gold6   | 11× Platin11   | —           | 915.000    | ifpi.dk              |
| Deutschland (BVMI)                                                                           | —          | 7× Gold7   | 3× Platin3     | —           | 2.500.000  | musikindustrie.de    |
| Frankreich (SNEP)                                                                            | —          | 3× Gold3   | Platin1        | Diamant1    | 855.133    | snepmusique.com      |
| Italien (FIMI)                                                                               | —          | 4× Gold4   | 8× Platin8     | —           | 550.000    | fimi.it              |
| Kanada (MC)                                                                                  | —          | 3× Gold3   | 41× Platin41   | —           | 3.400.000  | musiccanada.com      |
| Mexiko (AMPROFON)                                                                            | —          | 4× Gold4   | 13× Platin13   | —           | 900.000    | amprofon.com.mx      |
| Neuseeland (RMNZ)                                                                            | —          | 4× Gold4   | 28× Platin28   | —           | 682.500    | radioscope.co.nz NZ2 |
| Niederlande (NVPI)                                                                           | —          | Gold1      | —              | —           | 20.000     | nvpi.nl              |
| Norwegen (IFPI)                                                                              | —          | —          | 5× Platin5     | —           | 220.000    | ifpi.no              |
| Österreich (IFPI)                                                                            | —          | 2× Gold2   | 2× Platin2     | —           | 90.000     | ifpi.at              |
| Polen (ZPAV)                                                                                 | —          | 3× Gold3   | 9× Platin9     | Diamant1    | 390.000    | olis.pl              |
| Portugal (AFP)                                                                               | —          | 2× Gold2   | 2× Platin2     | —           | 30.000     | Einzelnachweise      |
| Schweden (IFPI)                                                                              | —          | 5× Gold5   | 13× Platin13   | —           | 1.040.000  | sverigetopplistan.se |
| Schweiz (IFPI)                                                                               | —          | —          | 3× Platin3     | —           | 80.000     | hitparade.ch         |
| Spanien (Promusicae)                                                                         | —          | 4× Gold4   | 10× Platin10   | —           | 490.000    | elportaldemusica.es  |
| Südafrika (RISA)                                                                             | —          | Gold1      | —              | —           | 10.000     | Einzelnachweise      |
| Ungarn (MAHASZ)                                                                              | —          | —          | 2× Platin2     | —           | 8.000      | slagerlistak.hu      |
| Vereinigte Staaten (RIAA)                                                                    | —          | Gold1      | 27× Platin27   | Diamant1    | 38.149.000 | riaa.com             |
| Vereinigtes Königreich (BPI)                                                                 | 6× Silber6 | 2× Gold2   | 12× Platin12   | —           | 8.760.000  | bpi.co.uk            |
| Insgesamt                                                                                    | 6× Silber6 | 64× Gold64 | 257× Platin257 | 9× Diamant9 |            |                      |